# In This World
「In This Word」（イン・ディス・ワールド）は2006年9月6日に発売されたU WAVE2枚目のシングル。規格品番はMTRES-S0601。

## 概要
前作より約5か月ぶりのシングル。アルバム『U WAVE』と同時発売。
カップリングの「Love & Peace & Doubt 〜Second Theme of U wave〜」は同年6月28日に配信限定シングルとしてリリースされた楽曲で、本作で初CD化となった。
本作に収録の2曲は現在もアルバム未収録のままである。また、表題曲のインストゥルメンタルバージョン及びカップリング曲のリミックスバージョンは現在も配信が行われていない。

## 収録曲
| #  | タイトル                                                         | 作詞     | 作曲       | 編曲       |
| -- | ---------------------------------------------------------------- | -------- | ---------- | ---------- |
| 1. | 「In This Word」                                                 | 森雪之丞 | 土橋安騎夫 | 土橋安騎夫 |
| 2. | 「Love & Peace & Doubt 〜Second Theme of U wave〜」              | 森雪之丞 | 野村義男   | U WAVE     |
| 3. | 「In This World (Instrumental)」                                 |          | 土橋安騎夫 | 土橋安騎夫 |
| 4. | 「Love & Peace & Doubt 〜Second Theme of U wave〜 (Remix Edit)」 | 森雪之丞 | 野村義男   | U WAVE     |